# Riserva naturale Palude di Frattarolo
La riserva naturale Palude di Frattarolo è un'area naturale protetta situata nel comune di Manfredonia, in provincia di Foggia. La riserva occupa una superficie di 257 ettari ed è stata istituita nel 1980. ed è sita nelle adiacenze di un'altra area umida protetta, l'Oasi Lago Salso.

## Fauna
Tra le specie che frequentano la riserva sono presenti tra le altre l'airone cenerino, il chiurlo, il cavaliere d'Italia, la garzetta, la spatola, la sgarza ciuffetto, la gallinella d'acqua, la folaga, il mignattaio, l'alzavola, il mestolone, la marzaiola, la volpoca, il tarabusino e il falco di palude. Sono frequenti di passo le oche. Proprio per la presenza di molte specie di uccelli, è un luogo importante per la sosta e la nidificazione di uccelli.

## Flora
Sono presenti le tamerici, i salici tra le piante ad alto fusto, mentre per le erbacee sono presenti nell'area rappresentanti del genere Cyperus (Zigolo), Scirpus (Lisca), Typha (Lisca maggiore).
Sono presenti anche specie di Salicornia dove il terreno è più consolidato e con più abbondanza di sali.
Fonte:corpo forestale dello stato.